# 普拉塔-迪普林奇帕托乌尔特拉
普拉塔-迪普林奇帕托乌尔特拉（義大利語：Prata di Principato Ultra），是意大利阿韦利诺省的一个市镇。总面积10.78平方公里，人口2970人，人口密度275.5人/平方公里（2009年）。ISTAT代码为064074。